# Gnome sort
Algoritmo similiar ao Insertion sort com a diferença que o Gnome sort leva um elemento para sua posição correta, com uma sequência grande de trocas assim como o Bubble sort
O algoritmo percorre o vetor comparando seus elementos dois a dois, assim que ele encontra um elemento que está na posição incorreta, ou seja, um número maior antes de um menor, ele troca a posição dos elementos, e volta com este elemento até que encontre o seu respectivo lugar.
Características
Complexidade de tempo: Θ(n²)

## Implementações

### Código emPython
```
# coding: utf-8

def
 
gnome
(
lista
):

  
pivot
 
=
 
0

  
lista_length
 
=
 
len
(
lista
)
 
  
while
 
pivot
 
<
 
lista_length
 
-
 
1
:

    
if
 
lista
[
pivot
]
 
>
 
lista
[
pivot
 
+
 
1
]:

      
lista
[
pivot
 
+
 
1
],
 
lista
[
pivot
]
 
=
 
lista
[
pivot
],
 
lista
[
pivot
 
+
 
1
]

      
if
 
pivot
 
>
 
0
:

        
pivot
 
-=
 
2

    
pivot
 
+=
 
1

# Paulo Sérgio dos Santos Araujo

# Bacharelando em Ciência da Computação - Ufcg

```

### Código emC
```
#
 
include
 
<stdio.h>

#
 
include
 
<stdlib.h>

#
 
include
 
<ctype.h>

#
 
include
 
<string.h>

#
 
include
 
<stdbool.h>

# define MAX 100001

int
 
VectorSort
[
MAX
];

int
 
size
 
=
 
0
;

void
 
swap
(
int
 
*
 
,
int
 
*
);

void
 
GnomeSort
();

int
 
main
 
(
void
){

 
while
(
scanf
(
"%d"
,
&
VectorSort
[
size
]),
VectorSort
[
size
]
 
>=
 
1
)

 
size
++
;

 
GnomeSort
();

 
return
 
0
;

}

void
 
swap
(
int
 
*
A
,
 
int
 
*
B
){

 
int
 
C
 
=
 
*
A
;

*
 
A
 
=
 
*
B
;

*
 
B
 
=
 
C
;

}

void
 
GnomeSort
(){

 
int
 
next
 
=
 
0
,
 
previous
 
=
 
0
;

 
int
 
i
 
=
 
0
;

 
for
(
i
 
=
 
0
;
 
i
 
<
 
size
 
;
 
i
++
)
 
{

 
if
(
VectorSort
[
i
]
 
>
 
VectorSort
[
i
 
+
 
1
])
 
{

  
previous
 
=
 
i
;

  
next
 
=
 
i
 
+
 
1
;

  
while
(
VectorSort
[
previous
]
 
>
 
VectorSort
[
next
])
  
{

 
swap
(
&
VectorSort
[
previous
],
&
VectorSort
[
next
]);

 
if
(
previous
 
>
 
0
)

    
previous
--
;

 
if
(
next
 
>
 
0
)
 

    
next
--
;

  
}

 
}

 
}

 
for
(
i
 
=
 
0
;
 
i
 
<
 
size
;
 
i
++
)
 
printf
(
"%d
\n
"
,
VectorSort
[
i
]);

}

```

### Código emC++versão 1
```
template
<
class
 
T
>

void
 
gnome_sort
(
 
std
::
vector
<
T
>
 
&
lista
 
)

{

  
std
::
vector
<
T
>::
size_type
 
i
 
=
 
1
;

  
while
(
 
i
 
<
 
lista
.
size
()
 
)

  
{

    
if
(
 
i
 
==
 
0
 
||
 
lista
.
at
(
 
i
-1
 
)
 
<=
 
lista
.
at
(
 
i
 
)
 
)

    
{

      
i
++
;

    
}

    
else

    
{

      
std
::
swap
(
 
lista
[
 
i
 
-
 
1
 
],
 
lista
 
[
 
i
 
]
 
);

      
--
i
;

    
}

  
}

}

```

### Código emC++versão 2
```
template
<
class
 
T
>

void
 
gnome_sort
(
 
std
::
vector
<
T
>
 
&
lista
 
)

{

  
std
::
vector
<
T
>::
iterator
 
elem
 
=
 
lista
.
begin
()
+
1
;

  
while
(
 
elem
 
!=
 
lista
.
end
()
 
)

  
{

    
if
(
 
elem
 
==
 
lista
.
begin
()
 
||
 
*
(
elem
-1
)
 
<=
 
*
elem
 
)

    
{

      
++
elem
;

    
}

    
else

    
{

      
std
::
iter_swap
(
 
elem
-1
,
 
elem
 
);

      
--
elem
;

    
}

  
}

}

```

### Código emJava
```
import
 
java.util.ArrayList
;

import
 
java.util.Collection
;

import
 
java.util.HashSet
;

import
 
java.util.List
;

import
 
java.util.Random
;

import
 
java.util.Set
;

/**

* Implementa e executa o algoritmo Gnome Sort

*

* @author Dielson Sales, Marcos Paulo J. Melo Silva

*/

public
 
class
 
GnomeSort
<
E
 
extends
 
Comparable
<?
 
super
 
E
>>
 
{

    
/**

* Ordena uma coleção de dados comparáveis usando o Gnome Sort.

* @param vector uma lista de dados comparáveis

* @return uma lista com os dados ordenados

*/

    
public
 
Collection
<
E
>
 
sort
(
Collection
<
E
>
 
vector
)
 
{

        
int
 
i
 
=
 
1
;

        
List
<
E
>
 
result
 
=
 
new
 
ArrayList
<
E
>
(
vector
);

        
while
 
(
i
 
<
 
result
.
size
())
 
{

            
if
 
(
i
 
==
 
0
 
||
 
result
.
get
(
i
 
-
 
1
).
compareTo
(
result
.
get
(
i
))
<=
 
0
)
 
{

                
i
++
;

            
}
 
else
 
{

                
E
 
temp
 
=
 
result
.
get
(
i
 
-
 
1
);

                
result
.
set
(
i
 
-
 
1
,
 
result
.
get
(
i
));

                
result
.
set
(
i
,
 
temp
);

                
i
--
;

            
}

        
}

        
return
 
result
;

    
}

    
/**

* Execução do algoritmo de ordenação Gnome Sort.

*/

    
public
 
static
 
void
 
main
(
String
[]
 
args
)
 
{

        
GnomeSort
<
Integer
>
 
gnomeSort
 
=
 
new
 
GnomeSort
<
Integer
>
();

        
final
 
int
 
size
 
=
 
50
;

        
final
 
Random
 
random
 
=
 
new
 
Random
();

        
List
<
Integer
>
 
list
 
=
 
new
 
ArrayList
<
Integer
>
(
size
);

        
for
 
(
int
 
i
 
=
 
0
;
 
i
 
<
 
size
;
 
i
++
)
 
{

            
list
.
add
(
random
.
nextInt
());

        
}

        
// Lista com os dados já ordenados.

        
Set
<
Integer
>
 
sortedList
 
=
 
new
 
HashSet
<
Integer
>
(
gnomeSort
.
sort
(
list
));

    
}

}

/**

* Exemplo de código em Java

* Autores: Marcos Paulo J. de Melo Silva e Dielson Sales de Carvalho;

* Instituição: Universidade Federal de Alagoas (UFAL);

*/

```

### Código em Java
```
/*

* Autor: Felipe da Silva Travassos

* Graduando em Ciência da Computação - UFCG

*/

public
 
static
 
Integer
[]
 
gnomeSort
(
Integer
[]
 
array
){

  
int
 
pivout
 
=
 
0
;

  
int
 
aux
;

  
while
(
pivout
<
(
array
.
length
-
1
)){

    
if
(
array
[
pivout
]>
array
[
pivout
+
1
]
){

      
aux
 
=
 
array
[
pivout
]
;

      
array
[
pivout
]
 
=
 
array
[
pivout
+
1
]
;

      
array
[
pivout
+
1
]
 
=
 
aux
;

      
if
(
pivout
>
0
){

        
pivout
-=
2
;

      
}

    
}

    
pivout
++
;

  
}

  
return
 
array
;

}

```

### Código emC#
```
using
 
System
;

using
 
System.Collections.Generic
;

using
 
System.Linq
;

using
 
System.Text
;

namespace
 
gnome_sort

{

    
class
 
Program

    
{

        
static
 
void
 
Main
(
string
[]
 
args
)

        
{

            
int
 
men
 
=
 
1
;

            
int
[]
 
vetor
 
=
 
new
 
int
[
19
];

            
Random
 
r
 
=
 
new
 
Random
(
50
);

            
while
 
(
men
 
!=
 
0
)

            
{

                
Menu
();

                
ImprimeVetor
(
vetor
);

                
Console
.
WriteLine
();

                
Console
.
WriteLine
(
"Opcao:"
);

                
men
 
=
 
int
.
Parse
(
Console
.
ReadLine
());

                
CaseMenu
(
men
,
 
vetor
,
 
r
);

                
Console
.
Clear
();

            
}

        
}

        
/* Case do Menu */

        
private
 
static
 
void
 
CaseMenu
(
int
 
men
,
 
int
[]
 
vetor
,
 
Random
 
r
)

        
{

            
switch
 
(
men
)

            
{

                
case
 
1
:
 
NovoVetor
(
vetor
,
 
r
);

                    
break
;

                
case
 
2
:
 
GnomeSort
(
vetor
);

                    
break
;

                
case
 
0
:
 
break
;

                
default
:
 
Console
.
WriteLine
(
"INVALIDO! Digite 1 ou 2"
);

                    
break
;

            
}

        
}

        
/* Imprime o Vetor */

        
private
 
static
 
void
 
ImprimeVetor
(
int
[]
 
vetor
)

        
{

            
foreach
 
(
var
 
item
 
in
 
vetor
)

            
{

                
Console
.
Write
(
item
);

                
Console
.
Write
(
" "
);

            
}

        
}

        
/* Gera os os números aleatórios no vetor */

        
private
 
static
 
void
 
NovoVetor
(
int
[]
 
vetor
,
 
Random
 
r
)

        
{

            
for
 
(
int
 
i
 
=
 
0
;
 
i
 
<
 
vetor
.
Length
;
 
i
++
)

            
{

                
vetor
[
i
]
 
=
 
r
.
Next
(
1
,
 
100
);

            
}

        
}

        
/* Menu do programa */

        
static
 
void
 
Menu
()

        
{

            
Console
.
WriteLine
(
"***************** MENU *******************"
);

            
Console
.
WriteLine
(
"                                          "
);

            
Console
.
WriteLine
(
"1 - Gerar um conjunto de números aleatório"
);

            
Console
.
WriteLine
(
"2 - Utilizar o algoritmo para a ordenação "
);

            
Console
.
WriteLine
(
"                                          "
);

            
Console
.
WriteLine
(
"0 - Sair                                  "
);

            
Console
.
WriteLine
(
"******************************************"
);

        
}

        
/* Algoritmo de Ordenação */

        
static
 
void
 
GnomeSort
(
 
int
[]
 
array
 
)

        
{

            
for
 
(
 
int
 
i
 
=
 
1
,
 
temp_value
;
 
i
 
<
 
array
.
Length
;
 
)

            
{

                
if
 
(
 
array
[
i
-
1
]
 
<=
 
array
[
i
]
 
)

                
i
 
+=
 
1
;

                
else

                
{

                    
temp_value
 
=
 
array
[
i
-
1
];

                    
array
[
i
-
1
]
 
=
 
array
[
i
];

                    
array
[
i
]
 
=
 
temp_value
;

                    
i
 
-=
 
1
;

                    
if
 
(
 
i
 
==
 
0
 
)

                    
i
 
=
 
1
;

                
}

                
Console
.
Clear
();

                
Console
.
WriteLine
(
"Ordenando..."
);

                
ImprimeVetor
(
array
);

                
System
.
Threading
.
Thread
.
Sleep
(
10
);

            
}

        
}

    
}

}

Código
 
de
 
um
 
programa
 
em
 
C
#
.
 
Gera
 
números
 
aleatórios
 
e
 
ordena
 
com
 
o
 
Gnome
 
Sort

Autor
:
 
Marcos
 
Latchuk

Universidade
:
 
UNICENTRO
      
Guarapuava
 
-
 
Pr

```

### Código em PHP
```
function
 
gnomeSort
(
$arr
){

	
$i
 
=
 
1
;

	
$j
 
=
 
2
;

	
while
(
$i
 
<
 
count
(
$arr
)){

		
if
 
(
$arr
[
$i
-
1
]
 
<=
 
$arr
[
$i
]){

			
$i
 
=
 
$j
;

			
$j
++
;

		
}
else
{

			
list
(
$arr
[
$i
],
$arr
[
$i
-
1
])
 
=
 
array
(
$arr
[
$i
-
1
],
$arr
[
$i
]);

			
$i
--
;

			
if
(
$i
 
==
 
0
){

				
$i
 
=
 
$j
;

				
$j
++
;

			
}

		
}

	
}

	
return
 
$arr
;

}

$arr
 
=
 
array
(
3
,
1
,
6
,
2
,
9
,
4
,
7
,
8
,
5
);

echo
 
implode
(
','
,
gnomeSort
(
$arr
));

```

### Código em Fortran:
```
program 
example

 

  
implicit none

 

  
integer
 
::
 
array
(
8
)
 
=
 
(
/
 
2
,
 
8
,
 
6
,
 
1
,
 
3
,
 
5
,
 
4
,
 
7
 
/
)

 

  
call 
Gnomesort
(
array
)

  
write
(
*
,
*
)
 
array

 

contains

 

subroutine 
Gnomesort
(
a
)

 

  
integer
,
 
intent
(
in
 
out
)
 
::
 
a
(:)

  
integer
 
::
 
i
,
 
j
,
 
temp

 

  
i
 
=
 
2

  
j
 
=
 
3

  
do while
 
(
i
 
<=
 
size
(
a
))

    
if
 
(
a
(
i
-
1
)
 
<=
 
a
(
i
))
 
then

      
i
 
=
 
j

      
j
 
=
 
j
 
+
 
1

    
else

      
temp
 
=
 
a
(
i
-
1
)

      
a
(
i
-
1
)
 
=
 
a
(
i
)

      
a
(
i
)
 
=
 
temp

      
i
 
=
 
i
 
-
  
1

      
if
 
(
i
 
==
 
1
)
 
then

        
i
 
=
 
j

        
j
 
=
 
j
 
+
 
1

      
end if

    end if

  end do

 

end subroutine 
Gnomesort

 

end program 
example

```

### Código em Rust:
```
fn
 
gnome_sort
<
T
:
 
PartialOrd
>
(
a
:
 
&
mut
 
[
T
])
 
{

    
let
 
len
 
=
 
a
.
len
();

    
let
 
mut
 
i
:
 
usize
 
=
 
1
;

    
let
 
mut
 
j
:
 
usize
 
=
 
2
;

    
while
 
i
 
<
 
len
 
{

        
if
 
a
[
i
 
-
 
1
]
 
<=
 
a
[
i
]
 
{

            
// for descending sort, use >= for comparison

            
i
 
=
 
j
;

            
j
 
+=
 
1
;

        
}
 
else
 
{

            
a
.
swap
(
i
 
-
 
1
,
 
i
);

            
i
 
-=
 
1
;

            
if
 
i
 
==
 
0
 
{

                
i
 
=
 
j
;

                
j
 
+=
 
1
;

            
}

        
}

    
}

}

 

fn
 
main
()
 
{

    
let
 
mut
 
v
 
=
 
vec!
[
10
,
 
8
,
 
4
,
 
3
,
 
1
,
 
9
,
 
0
,
 
2
,
 
7
,
 
5
,
 
6
];

    
println!
(
"before: {:?}"
,
 
v
);

    
gnome_sort
(
&
mut
 
v
);

    
println!
(
"after:  {:?}"
,
 
v
);

}

```